# Erlöserkirche (Herrsching)

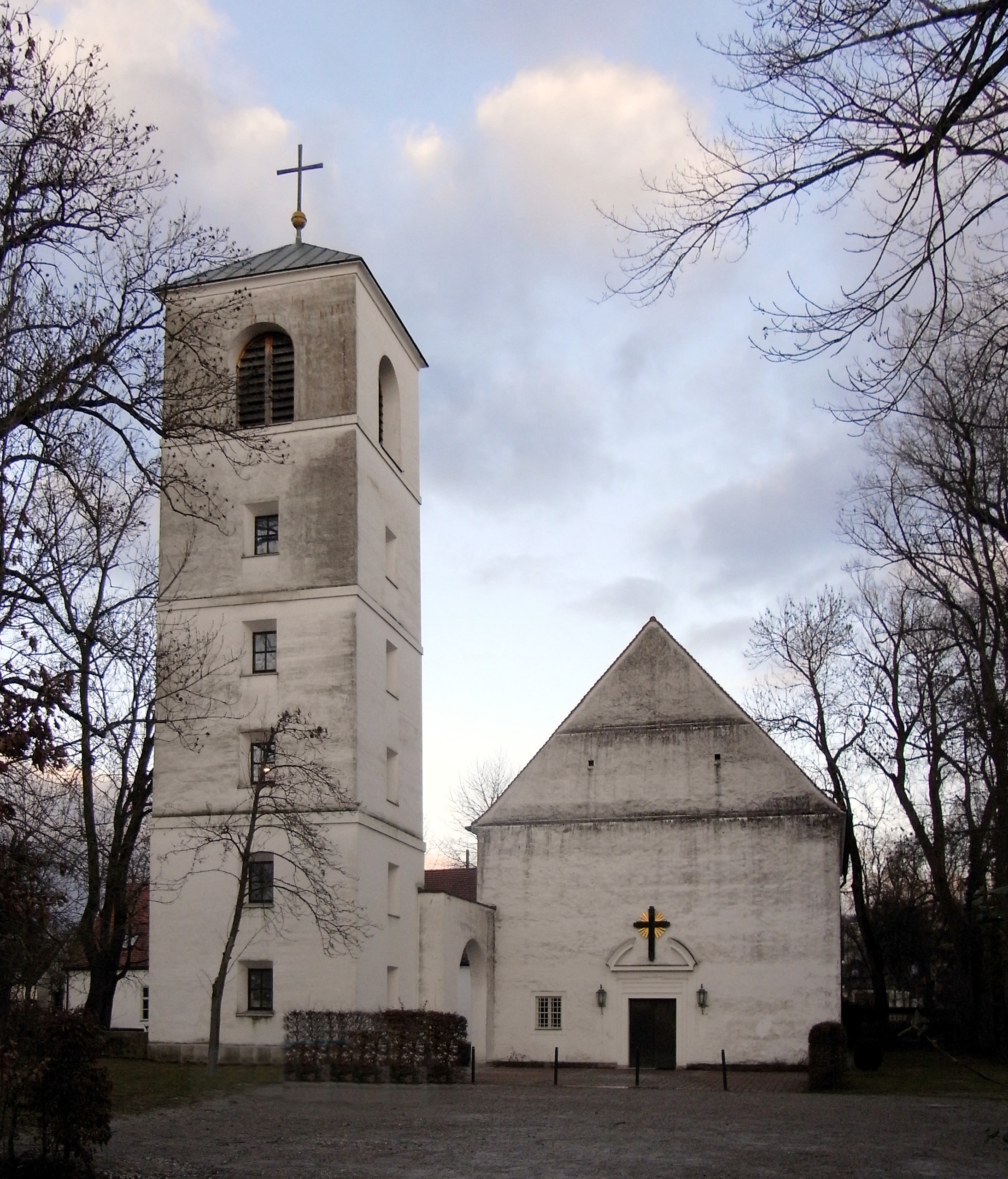
Die Erlöserkirche

Blick in die Apsis

Die Erlöserkirche ist ein von 1954 bis 1955 errichteter evangelisch-lutherischer Kirchenbau in der Gemeinde Herrsching am Ammersee im Landkreis Starnberg. Sie ist das letzte von dem in der NS-Zeit vielbeschäftigten (u. a. Linz (Brückenkopfgebäude), Obersalzberg (Kehlsteinhaus)) Architekten Roderich Fick (1886 bis 1955) entworfene Bauwerk. Die Kirche „in reduziertem neuklassizistischen Stil“ an der Madeleine-Ruoff-Straße 2 steht mit ihrer Einfriedung und dem Gemeindehaus unter Denkmalschutz (Denkmalliste D-1-88-124-37). 
Die Kirchengemeinde gehört zum Dekanat Fürstenfeldbruck der Evangelisch-Lutherischen Kirche in Bayern.

## Bau und Ausstattung
Die in reduziertem neoklassizistischem Stil errichtete Kirche mit ihrem über einen Rundbogen mit dem Kirchenbau verbundenen Campanile besitzt ein tonnengewölbtes Langhaus und eine runde Apsis. Sie weist eine einseitige Empore auf.
Am Altarkreuz ist ein Korpus vom Ende des 15. Jahrhunderts angebracht.